# Cruzy-le-Châtel
Cruzy-le-Châtel è un comune francese di 248 abitanti situato nel dipartimento della Yonne nella regione della Borgogna-Franca Contea.

## Società

### Evoluzione demografica
Abitanti censiti